# Gang Recording Studio
Gang Recording Studio, situé au 12-14 boulevard de l'Hôpital dans le 5e arrondissement de Paris, est un studio d'enregistrement fondé par Claude Puterflam et Jean-Pierre Janiaud en 1974. 

## Artistes ayant enregistré au studio
De nombreux artistes y ont enregistré ou mixé comme : Michel Berger, Jean Michel Jarre, Jean-Jacques Goldman, Johnny Hallyday, France Gall, Étienne Daho, Michel Jonasz, Les Rita Mitsouko, Lady Gaga, Anaïs Delva, Coldplay, Brigitte Fontaine, Garou, Chris Robinson, Peter Kingsbery, Gérald de Palmas, Michel Legrand, Julien Clerc, Charlotte Gainsbourg, Robert Charlebois, Calogero, Noir Désir, Benjamin Biolay, Bono, Beck, Patrick Bruel, Phoenix, Vincent Delerm, Bénabar, Swizz Beatz, Air, Ben Harper, Pharrell Williams, Daft Punk et The Weeknd

## Histoire
C'est en 1974 que Claude Puterflam fonde le studio Gang en plein cœur de Paris. Il fait alors appel à Jean-Pierre Janiaud, un ingénieur du son reconnu. Le studio Gang deviendra très vite le rendez-vous des artistes majeurs de l'époque, tels que Michel Berger, France Gall, Jean-Michel Jarre, Jean-Jacques Goldman ou Johnny Hallyday.
Conçu par l'acousticien Francis Milano, le studio a été réalisé spécifiquement pour générer un environnement voué à la musique, stimulant la créativité des artistes. Cette atmosphère propice à la création s'accorde avec les hautes exigences de l'enregistrement professionnel.
Situé près d'un affluent de la Bièvre, rivière souterraine qui traverse Paris, le studio a bénéficié d'un système de soutènement particulier réalisé au moyen de nombreux piliers en béton armé de huit mètres de hauteur, garants d'une bonne isolation.
C'est donc une acoustique de qualité, modelable à l'aide de structures à géométrie variable, contrôlée et respectueuse du timbre des instruments qui a pu voir le jour. Le studio donne son nom au 35e album de Johnny Hallyday, Gang, en 1986. C'est là qu'a été enregistrée La Chanson des Restos en 1986, ainsi que le clip pour les Restos du cœur.
Avec le succès grandissant du studio, Claude Puterflam fait appel en 1989, à l'acousticien Christian Malcurt pour agrandir le volume de la régie, qui devient l'une des plus spacieuses de Paris, améliorant ainsi le confort de travail.
Le studio dispose, entre autres, d'une console analogique API 3288 (Automated Processes, Inc.), de deux magnétophones — 16 et 24 pistes analogiques —, pionniers de l'histoire du son, ainsi que d'une collection recherchée de microphones et de périphériques « vintage » aujourd’hui entretenus par Jean-Pierre Janiaud et Florian Lagatta, récompensé aux Grammy Awards.
Fin décembre 2003, Vincent Delerm et son arrangeur Cyrille Wambergue investissent le studio durant quelque trois semaines pour enregistrer l’album Kensington Square. L'ingénieur du son Dominique Ledudal (qui déclare « Gang fait partie de mes studios favoris ») et l'assistant Florian Lagatta sont à la régie. Vincent Frèrebeau, patron du label tôt ou tard, qui a avalisé l'enregistrement de cet album au studio Gang parce que Vincent Delerm trouve qu'« on est dans un studio mythique pour moi, avec plein de fantômes... », a jugé de ce fait que ce travail méritait d’être immortalisé, et cela deviendra le film d'une  « chronique d'un album ». C’est le réalisateur Bruno Sevaistre qui s’y colle et le DVD s’intitulera Les Pelouses de Kensington. Pour cet album, toujours selon Vincent Delerm, « un peu d’autres gens viennent jouer avec nous ». Il faut savoir que pour lui, « un peu », ce n'est pas moins de 33 artistes : 28 musiciens (dont les 14 cordes de l’ensemble Alhambra), 3 chanteurs (Keren Ann, Dominique A, Mathieu Boogaerts) et 2 acteurs (Irène Jacob, Mathieu Amalric). Les artistes qui défilent sont impressionnés par « tous ces disques d’or et de platine qui recouvrent les murs du studio... [...] C'est pour foutre la pression ? », et étonnés de découvrir que c’est là que Johnny Hallyday et Michel Berger ont gravé Quelque chose de Tennessee, et là aussi que les albums de l'opéra-rock Starmania ont été finalisés. Avant de s'en aller, on farfouille dans le tas d'albums réalisés dans le studio et Vincent Delerm emporte le disque Ella, elle l'a parce que « ça crache assez... » On ignore si c'est en l'honneur de son enregistrement au studio Gang que Vincent Delerm a voulu une édition vinyle de Kensington Square…
L'album Random Access Memories de Daft Punk qui a remporté en 2014 le Grammy award du meilleur album de l'année y a été enregistré en partie.